# Groupe SMCP
Pour les articles homonymes, voir SMCP.
Groupe SMCP (Sandro, Maje, Claudie Pierlot) est un groupe français regroupant des entreprises de prêt-à-porter. Basé à Paris, le groupe est fondé en 2010 et possède un portefeuille de 4 marques : Sandro, Maje, Claudie Pierlot et De Fursac. Le groupe affirme évoluer dans le secteur du luxe accessible et qualifie ses marques de « parisien chic ». Le groupe était dirigé par Daniel Lalonde et est coté à la bourse de Paris.

## Histoire

### Création et expansion
En 1984, Evelyne Chetrite fonde la marque Sandro. Sa sœur, Judith Milgrom, travaille alors avec elle et crée sa marque Maje en 1998.  
Le nom de la marque, « Maje », est l'assemblage de quatre lettres chères à la créatrice de la marque : « m » pour Milgrom, « a » pour Alain (frère de Judith et travaillant avec elle), « j » pour Judith et « e » en référence au prénom de sa sœur (Évelyne Chétrite fondatrice de Sandro). 
Sandro ouvre son premier magasin rue Vieille-du-Temple à Paris en 2004, suivant de près Maje, qui ouvre son premier magasin rue du Four en 2002.  
En 2008, Ilan Chetrite, le fils d'Evelyne, fonde Sandro Homme, une marque de prêt-à-porter masculin. En 2009, la marque Claudie Pierlot est placée sous la direction de Dinah Emsalem, après le décès de la fondatrice : ceci conduit à la création du groupe SMCP en 2010. Les trois marques restent assez faiblement segmentées.
À partir de 2010, le groupe change plusieurs fois d'actionnaires : L Capital (LVMH) et Florac (famille Louis-Dreyfus) entrent au capital cette même année avec une participation majoritaire de 51 %, les 49 % restants appartenant à Évelyne Chetrite, Judith Milgrom, Élie Kouby et Frédéric Biousse.
En 2011, le groupe ouvre son premier point de vente aux États-Unis, suivi en 2012 de Hong Kong. SMCP s’établit tout d’abord à New York puis Hong-Kong en 2013 suivi de Shanghai. 
En 2013, Kohlberg Kravis Roberts & Co. devient actionnaire du groupe SMCP avec une participation de 70 %. Daniel Lalonde est le PDG du groupe en 2014. Trois ans plus tard au printemps, alors que le groupe a en projet d'entrer en bourse, SMCP est acquis majoritairement par European TopSoho, holding luxembourgeoise de Shandong Ruyi Technology Group (groupe chinois intégré) pour environ 1,3 milliard d'euros. Ce conglomérat implanté à Jining emploie 30 000 personnes, possède plus d'une dizaine d'usines de confection, 3 000 points de vente et réalise quatre milliards de dollars de chiffre d'affaires ; il est spécialisé en sous-traitance,. Bien que privatisé en 2001, ce conglomérat reste « contrôlé par des fonds publics et le Parti communiste ». SMCP est alors endetté de plusieurs centaines de millions d'euros. Le pôle « création » reste en France, avec une trentaine de personnes. Depuis le rachat d'une partie du groupe en 2016 par European TopSoho et les possibilités de financement du groupe asiatique, l'expansion continue. En 2017, un an après le rachat, un tiers du groupe est introduit à la bourse Euronext Paris,,. La société est alors évaluée entre 1,7 milliard d'euros et presque 2 milliards. En 2017, le groupe annonce son lancement sur le marché optique, en proposant des lunettes de soleil et de vue Sandro et Maje, en collaboration avec le lunetier Mondottica.
En avril 2019, Isabelle Allouch prend la direction générale de Sandro après le départ de Jean-Philippe Hecquet, et Jean-Baptiste Dacquin lui succède au poste de Directeur Général de Claudie Pierlot. Le groupe annonce fin 2019 l'acquisition de De Fursac, marque française de prêt-à-porter pour hommes fondée en 1973. Au milieu de l'année 2021, Daniel Lalonde, présent depuis sept ans à la tête du groupe, démissionne.
Isabelle Guichot, ancienne PDG de Balenciaga et Maje, est nommée PDG du groupe en 2021, en remplacement de Daniel Lalonde, suite à sa démission.
En mars 2023, Sandro annonce l'ouverture de son deuxième magasin à Bahreïn.
En 2023, SMCP, déjà présente dans 47 pays, annonce son entrée sur le marché indien, où elle ouvre ses premiers magasins en 2024, grâce à un partenariat avec le groupe Reliance Brands Limited (RBL).
En avril 2024, Maje, filiale de SMCP, noue un partenariat avec la start-up après-vente Save Your Wardrobe pour développer son service de réparation de vêtements.

### Bataille d'actionnaires
L'expansion du groupe chinois se fait à marche forcée depuis quelques années, telle une fuite en avant, multipliant les rachats, ouvertures (et également divers prêts se chiffrant en centaines de millions d'euros), sans qu'une réelle synergie se créée entre toutes les entités. La pandémie vient, par dessus tout cela, compliquer la situation du prêt-à-porter et de la confection. Vers 2021, le groupe est en difficulté financière et « négocie sa survie » auprès de ses créanciers ; les problèmes financiers de son propriétaire chinois Shandong Ruyi, fragilisé entre-autres par la crise immobilière chinoise, viennent également s'additionner aux difficultés de SMCP. Dans son besoin de refinancement, le groupe chinois multiplie depuis un moment défauts de paiement, non tenue de ses engagements et faillites de certaines marques. Le groupe affirme en septembre ne pouvoir rembourser une dette obligataire de 250 millions d'euros ; cette dette est transformée en actions, ouvrant ainsi la porte aux fonds créanciers pour prendre la tête de l'entreprise,,, qui obtiennent ainsi 29 % du capital vers octobre. 
En novembre, 16 % du capital de SMCP est vendu par European TopSoho à un ou des investisseurs inconnus ; les actions sont transférées avec l'aide de BNP Paribas Securities dans le paradis fiscal des Îles Vierges,. European TopSohose se désiste ainsi de pratiquement tout ce qu'il lui reste des actions de SMCP et qui restait sous la menace de rachat par les fonds d'investissements créanciers (regroupés sous l’appellation GLAS), ces derniers étant en droit de les réclamer. Par la suite, Glas informe que les actions mises à l’abri ont été vendues à Dynamic Treasure, propriété de Chenran Qiu, pour un euro. 
En janvier 2022, une assemblée générale à huis clos est organisée pour décider de la nouvelle gouvernance des marques Sandro, Maje et Claudie Pierlot. Le groupe est en proie à une lutte interne entre les actionnaires chinois (surtout Yafu Qiu, propriétaire de Shandong Ruyi et jusque là président du conseil d'administration de SMCP) et des créanciers anglo-saxons qui détiennent environ un quart des droits de vote. Yafu Qiu, ainsi que cinq administrateurs chinois dont Chenran Qiu sa fille, sont révoqués par le fonds BlackRock associé à Boussard et Gavaudan, Anchorage ainsi que Carlyle, en moins d'une heure. 
SMCP précise que ces bouleversements pour la prise de pouvoir ne changent en rien son activité, « c'est une tempête au-dessus de l'entreprise » précise la directrice générale du groupe,, soulignant une bonne reprise commerciale sur l'année 2021. Pourtant, la presse souligne que les précédentes batailles menées en France par les fonds d'investissements, comme Vivarte ou Camaïeu, pour prendre la tête des groupes textiles ont toutes mal fini.

## Activité
Pour l'année 2019, SMCP fait un chiffre d'affaires de 1,13 milliard d'euros avec plus de 1 578 points de vente dans 41 pays différents. En 2019, SMCP réalise 65 % de ses ventes à l'international.
En décembre de la même année, le groupe SMCP avertit qu’il ne tiendrait pas en 2019 son objectif de résultat opérationnel, principalement en raison de la forte détérioration du marché à Hong Kong, provoquée par une baisse du trafic et par des fermetures temporaires de points de vente au cours des dernières semaines. Les investissements promis n'ont pas eu lieu depuis le rachat en 2016.

## Affaires et polémiques

### Plainte pour recel de crimes  contre l'humanité
En avril 2021, Sherpa, le collectif Ethique sur l’étiquette, l’Institut ouïgour d’Europe et une Ouïgoure portent plainte  en France contre « quatre multinationales de l’habillement, accusées de tirer profit du travail forcé imposé aux Ouïghours » au Xinjiang, une région au nord-ouest de la Chine. Le Parquet national antiterroriste (PNAT) ouvre une enquête en juin 2021 « notamment contre Zara, Uniqlo, Maje, Sandro et Claudie Pierlot, pour recel de crimes contre l’humanité ». Après le classement sans suite en avril 2023, Sherpa, le collectif Ethique sur l’étiquette, l’Institut ouïgour d’Europe et une Ouïgoure déposent une nouvelle plainte avec constitution de partie civile visant les infractions de recel de quatre crimes – crimes contre l’humanité, génocide, réduction en servitude aggravée et traite des êtres humains en bande organisée – et doit permettre d’obtenir la désignation d’un juge d’instruction.

### Presse
- Thiébault Dromard, « Sandro et Maje joue et gagne sur deux tableaux », Challenges, no 507,‎ 2 février 2017, p. 52 et 53 (ISSN 0751-4417).
- Kira Mitrofanoff, « La vérité sur… les chinoiseries de Sandro et Maje », Challenges, no 731,‎ 24 février 2022, p. 66 à 67 (ISSN 0751-4417).